# Alphomelon brasiliensis
Alphomelon brasiliensis (лат.) — вид мелких наездников-браконид рода Alphomelon из подсемейства Microgastrinae (Braconidae, Ichneumonoidea).

## Распространение
Неотропика (Бразилия).

## Описание
Паразитические наездники крупных для микрогастерин размеров. Основная окраска чёрная с желтовато-оранжевыми отметинами. От близких таксонов отличается следующими признаками: метасомальные тергиты коричневые; тергит T2 гладкий; T1 гладкий и с петиолярным гребнем сравнительно короткий, ~ 0,3 длины тергита; жилка 2RS переднего крыла очень близка к жилке 2M, что создает впечатление наличия небольшой ареолы (= второй субмаргинальной ячейки), хотя задний конец этой предполагаемой ареолы (который бы соответствовал жилкам r-m и/или 3RS) не определен. Паразитируют предположительно на гусеницах бабочек-толстоголовок (Hesperiidae). Яйцеклад примерно равен по длине задней голени; проподеум морщинистый; первый тергит брюшка немного длиннее своей ширины; второй тергит много шире первого и короче третьего тергита. Жгутик усика 16-члениковый. Нижнечелюстные щупики 5-члениковые, нижнегубные щупики состоят из 3 сегментов. Дыхальца первого брюшного тергита находятся на латеротергитах.